# 万栄橋
万栄橋（まんえいばし）は、山梨県南巨摩郡南部町 にある富士川に架かる橋である。

## 概要
橋の名前は万沢村と栄村に由来する。主に旧万沢村の住人が対岸にある十島駅を利用するために利用されている。
架橋当初は木桁橋であったが、1953年（昭和28年）より順次トラス橋に架け替えられ、1960年（昭和35年）にすべての橋がトラス橋になった。橋の構造は旧南部橋と同じ下路曲弦ワーレントラスであるが、1982年8月（昭和57年）に発生した台風10号により富士川が増水し、万沢側2桁が流失。十島側にある2桁と橋脚は残ったためそのまま流出した部分のみ下路平行弦ワーレントラスに載せ換えた。このため万沢側の橋桁と十島側の橋桁が異なる。

## 諸元
- 橋長：268m
- 幅員：5.5m（車道+歩道）
- 路線名：国道469号
- 車線数：2車線（ただし幅が狭く、大型車がすれ違うのには困難を極める）